# Schneeflöckchen, Weißröckchen
Schneeflöckchen, Weißröckchen è una canzone popolare tedesca, spesso intonata come canto natalizio, il cui testo è stato scritto nel 1869 da Hedwig Haberkern. Il brano è stato accompagnato da varie melodie fino a quella definitiva risalente al 1945.

## Storia
Il testo di Schneeflöckchen, Weißröckchen apparve nel 1869 con il titolo di Schneeflöckchen vom Himmel nella prima raccolta di Hedwig Haberkern di poesie e racconti per bambini  intitolata Geschichte von der Schneewolke.
Inizialmente, per volontà della stessa Haberkern, il brano venne accompagnato da una melodia di Wolfgang Amadeus Mozart già utilizzata per accompagnare Wir Kinder, wir schmecken der Freuden recht viel di Christian Adolf Overbeck.
Questa versione musicata del brano non riuscì però ad imporsi e a partire dall'inizio del XX secolo vennero in seguito scelte nuove melodie per accompagnarlo. Tra queste, vi furono melodia composte da Johann André e da Kurt Schläger.
La melodia definitiva venne scelta nel 1945: le sue origini sono sconosciute.
Nel corso dei decenni anche il testo ha subito varie modifiche e la versione attuale differisce da quella originale.

## Testo

### Testo originale
Il testo originale consisteva in due strofe. La prima strofa recita:
Schneeflöckchen, vom Himmel

Da kommst du geschneit,

Du warst in der Wolke,

Dein Weg ist gar weit;

Ach setz' dich an's Fenster,

Du niedlicher Stern,

Giebst Blätter und Blumen,

Wir sehen dich gern!

[...]

## Versioni discografiche (lista parziale)
Tra gli artisti che hanno inciso una versione del brano, figurano, tra gli altri (in ordine alfabetico):
- Götz Alsmann e la WDR Big Band (in Winterwunderwelt Vol. 2 del 2015[5])
- Andrea Berg  (in Weihnacht del 2023)[6]
- Sarah Connor (in Christmas in My Heart del 2005) [7])
- Heintje (in Fröhliche Weihnacht überall del 1971[8])
- James Last (in Christmas Dancing del 1966[9] e in Vrolijk Kerstfeest met James Last[10])
- Lolita (in Weinnachten in den Bergen del 1969[11])
- Julia Migenes (in Festliches Weihnachtskonzert del 1991[12])
- Roland Neudert (in Fröhliche Weihnachten mit Roland Neudert[13])
- Anneliese Rothenberger (in Die schönsten deutschen Weihnachtslieder del 1981[14])
- Unheilig (in Frohes Fest del 2009[15])
- Rolf Zuckowski (in Dezemberträume[16])